# Opatov (Luby)
Opatov (deutsch Abtsroth) ist ein Ortsteil der Stadt Luby in Tschechien.

## Geographische Lage
Das Dorf liegt anderthalb Kilometer östlich von Luby am Südwesthang des Opatovský vrch (650 m) über dem Quellgrund des Baches Opatovský potok.
Zu Opatov gehören die Ansiedlungen Libocký Důl (Leibitschgrund), Pětidomí (Funfhaus) und Zálubí (Egetten).

## Geschichte
Viele Orte des Schönbacher Ländchens sind vom Kloster Waldsassen aus gegründet worden, die 1348 Rüdiger von Sparneck erwarb. Ab der Mitte des 19. Jahrhunderts bildete Abtsroth eine Gemeinde im Gerichtsbezirk Wildstein bzw. Bezirk Eger.
1939 zählte Abtsroth mit den Ortsteilen Egetten, Fünfhaus und Leibitschgrund 877 Einwohner. Zwischen 1938 und 1945 war die Gemeinde Teil des deutschen Landkreises Eger. 1960 erfolgte die Eingemeindung nach Luby.

### Einwohnerentwicklung
| Jahr | Einwohnerzahl |
| ---- | ------------- |
| 1869 | 598           |
| 1880 | 720           |
| 1890 | 889           |
| 1900 | 907           |
| 1910 | 1055          |

| Jahr | Einwohnerzahl |
| ---- | ------------- |
| 1921 | 941           |
| 1930 | 950           |
| 1950 | 235           |
| 1961 | 167           |
| 1970 | 145           |

| Jahr | Einwohnerzahl |
| ---- | ------------- |
| 1980 | 68            |
| 1991 | 52            |
| 2001 | 40            |
| 2011 | 38            |